# Gornja Lupljanica
Gornja Lupljanica (cyr. Горња Лупљаница) – wieś w Bośni i Hercegowinie, w Republice Serbskiej, w gminie Derventa. W 2013 roku liczyła 329 mieszkańców.